# Begeleid-natuurlijk landschap

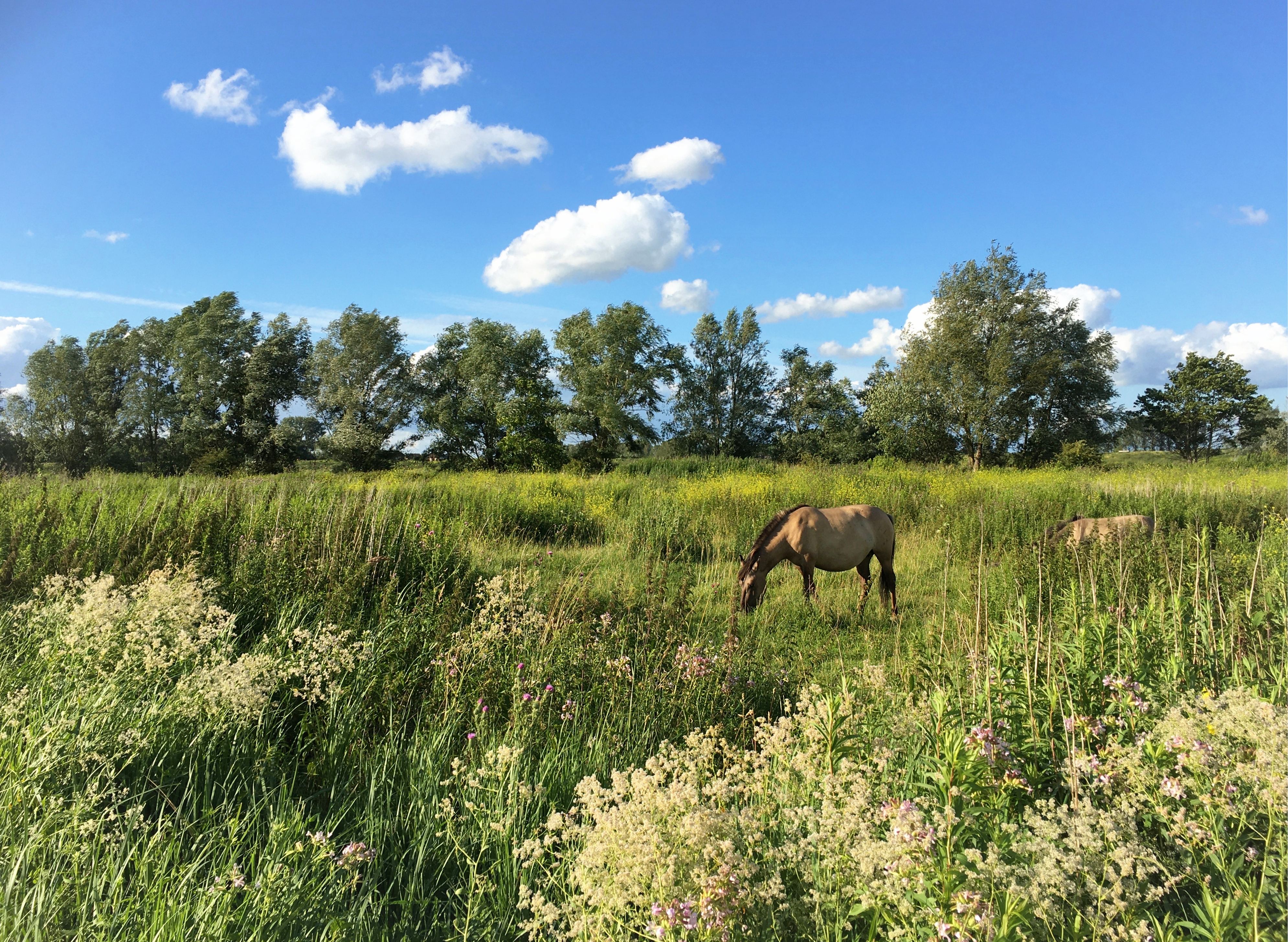
Begeleid-natuurlijk landschap in de Klompenwaard.

Een begeleid-natuurlijk landschap is een landschapstype waarin men enkel de hoogstnodige natuurbeheersmaatregelen neemt om natuurlijke processen na te bootsen in gebieden waar het niet meer mogelijk is om de oorspronkelijke natuurlijke processen te herstellen. Qua natuurvisie worden begeleid-natuurlijke landschappen ingedeeld bij de natuurontwikkelingsvisie, alhoewel zij een intermediaire positie innemen tussen volledig-natuurlijke en halfnatuurlijke landschappen.
In Nederland behoren vooral veel uiterwaardnatuurgebieden tot de begeleid-natuurlijke landschappen. Hier is het bijvoorbeeld niet (meer) mogelijk om de rivier weer vrij door het landschap te laten meanderen en om de oorspronkelijke, wilde grote grazers terug te brengen. De mens zorgt in dit geval bijvoorbeeld dat er grote grazers worden uitgezet  die zo dicht mogelijk in de buurt komen bij de oorspronkelijke wilde paarden en runderen (met hun natuurlijke graasgedrag), zoals koniks en rode geuzen.